# Wiernsheim
Wiernsheim ist eine Gemeinde im Enzkreis in Baden-Württemberg.

## Geographie

### Geographische Lage
Der Ort liegt im Heckengäu auf der sogenannten Platte etwa 150 m oberhalb des Enztales. Die Straßen L1134 und L1135 bilden die Hauptstraßen und queren den Ort Nord-Süd bzw. Ost-West.

### Gemeindegliederung
Zur Gemeinde Wiernsheim gehören die ehemals selbstständigen Teilorte Iptingen, Pinache und Serres. Nach deren Eingemeindung blieben die Namen der ehemals selbständigen Gemeinden als Teilortsnamen erhalten.

## Geschichte

### Überblick

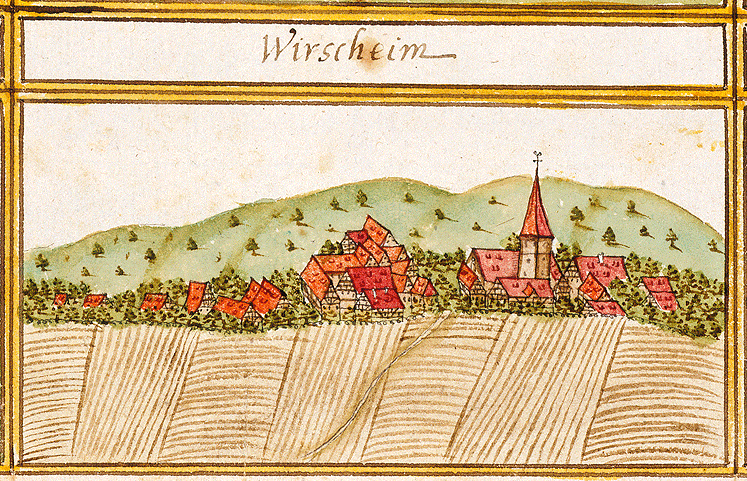
Wiernsheim im Forstlagerbuch 1682 von Andreas Kieser

Die Gründung der ältesten Ortsteile Wiernsheim und Iptingen geht auf die Zeit zwischen 500 und 700 zurück. Urkundlich erwähnt wurden die beiden Orte erstmals im 12. Jahrhundert und kamen 1504 über das Kloster Maulbronn an Württemberg. Die Ortsteile Pinache und Serres wie auch Perouse bei Rutesheim wurden im Jahr 1699 von Glaubensflüchtlingen (Waldenser) gegründet, denen der Herzog von Württemberg nach deren Vertreibung aus dem Piemont im heutigen Norditalien Land zugewiesen hatte. Seit dem 1. Oktober 2024 führen die Ortsteile Pinache und Serres die offizielle Zusatzbezeichnung „Waldenserort“.
Bei der Neugliederung des jungen Königreichs Württemberg am Anfang des 19. Jahrhunderts gingen die vier Orte vom Klosteramt zum Oberamt Maulbronn über. Iptingen wechselte 1842 zum Oberamt Vaihingen, während Wiernsheim, Pinache und Serres noch bis 1934 beim Oberamt (bzw. von 1934 bis 1938 beim Kreis) Maulbronn blieben. Bei der Kreisreform während der NS-Zeit in Württemberg gelangten alle vier Orte 1938 zum Landkreis Vaihingen. 1945 fielen die Orte in die Amerikanische Besatzungszone und gehörten somit zum neu gegründeten Land Württemberg-Baden, welches 1952 im Bundesland Baden-Württemberg aufging. Durch die Kreisreform in Baden-Württemberg kamen die Orte 1973 zum Enzkreis.
Im Zuge der Gemeindegebietsreform in Baden-Württemberg wurde am 1. Januar 1970 die Gemeinde Pinache eingemeindet. Am 1. Januar 1974 erfolgte die Eingemeindung der Gemeinden Iptingen und Serres.

### Ortsteile

#### Wiernsheim
| Wiernsheim | Wiernsheim wurde vermutlich in fränkischer Zeit (500–700 n. Chr.) gegründet und befand sich ab 1259 im Besitz des Klosters Maulbronn. Als das Kloster nach dem bayerisch-pfälzischen Erbfolgekrieg 1504 württembergisch wurde, kam auch Wiernsheim zu Württemberg und wurde 1535 evangelisch. Im Kaffeemühlenmuseum, einem sanierten, historischen Gebäude, befindet sich die einzigartige und größte Kaffeemühlensammlung Deutschlands mit Exponaten aus drei Jahrhunderten. Im September 2013 wurde das Bildungszentrum mit seinem innovativen Heizungssystem (Wärmepumpe mit Solareisspeicher) Betrieb genommen. |

#### Pinache
| Pinache | Pinache ist ein Waldenserort. Der Ort wurde 1699 gegründet, damit sich dort Glaubensflüchtlinge aus dem Chisonetal niederlassen konnten, und von diesen nach dem Ort Pinasca benannt. In Pinache befindet sich die älteste Waldenserkirche Deutschlands, die im Jahr 1721 erbaut wurde. |

#### Serres

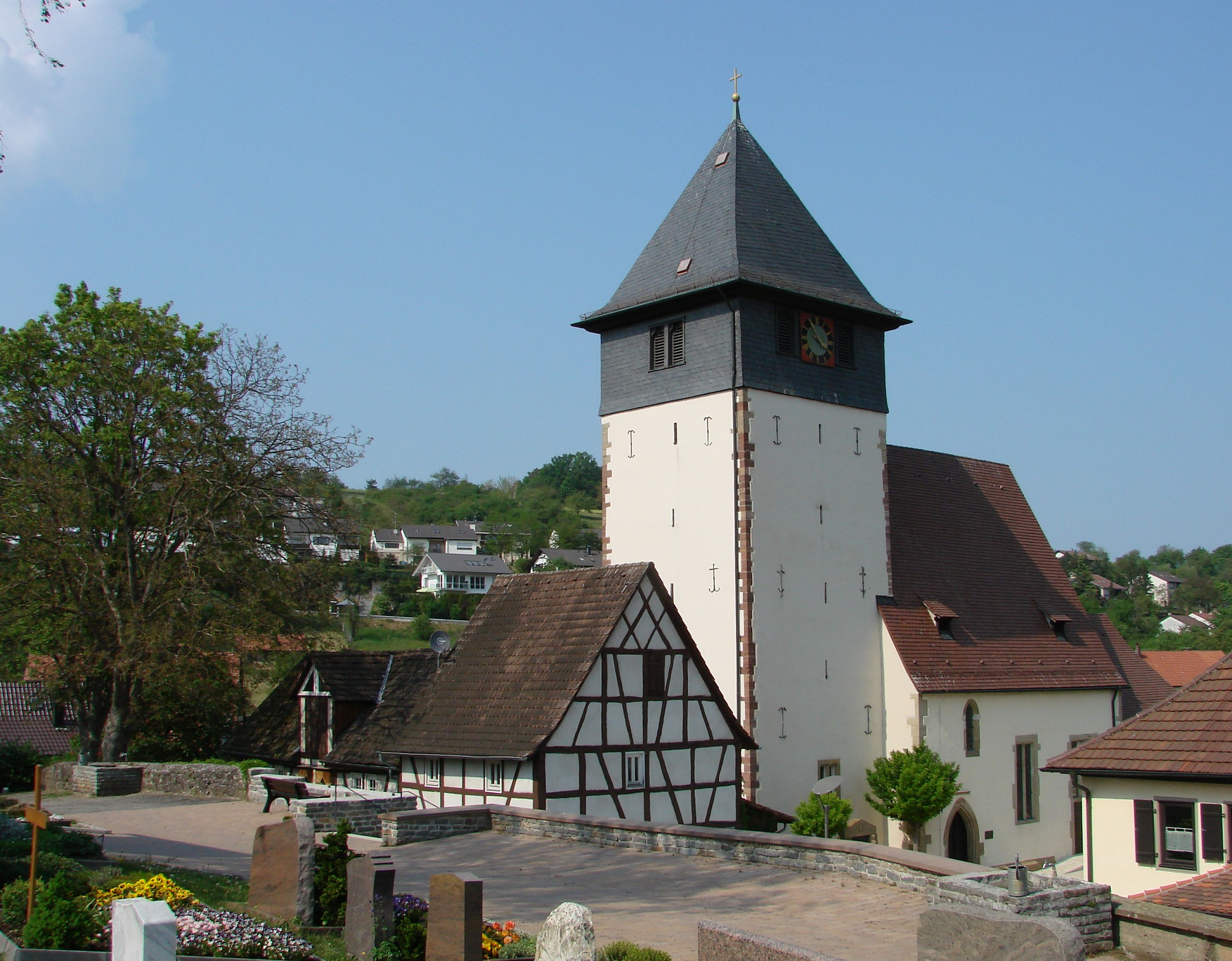
Evangelische St. Margaretenkirche in Iptingen

| Serres | Serres ist ebenfalls ein Waldenserdorf und wurde zur gleichen Zeit wie Pinache gegründet. Das Wappen des Ortes mit den sieben Sternen und der leuchtenden Flamme lehnt sich stark am Wappen der Waldenser an. Am 11. April 1945 wurden 75 % der Gebäude in Serres als Folge eines Luftangriffes mit Brandbomben vernichtet. Beim Wiederaufbau wurde die typische Struktur des Waldenserdorfes erhalten. Im November 2009 wurde in Serres der erste Plus-Energie-Kindergarten Deutschlands eingeweiht, der im Jahr 2010 Preisträger beim Wettbewerb „Kommunaler Klimaschutz“ in der Kategorie „Innovative technische Maßnahmen in einem kommunalen Gebäude“ wurde, was der Gemeinde ein Preisgeld in Höhe von 40.000 Euro einbrachte. |

#### Iptingen
| Iptingen | Aufgrund der Endung des Ortsnamens auf -ingen dürfte Iptingen als alemannische Gründung aus der Zeit vor 500 n. Chr. angesehen werden. Die früheste urkundliche Erwähnung Iptingens fällt in die Zeit um 1120. König Philipp bestätigte am 4. Februar 1206 die Rückgabe des von Ulrich von Iptingen zuerst dem Kloster Maulbronn geschenkten, später aber dem Pfalzgrafen von Tübingen verkauften Eigenguts in Iptingen durch den letzteren an das Kloster. Ein herausragendes historisches Bauwerk in Iptingen ist die Wehrkirche, die auf eine alte Burg zurückgeht, die erstmals im Jahr 1194 urkundlich erwähnt wurde. Der heutige Kirchturm ist bis auf den später aufgesetzten Fachwerkteil mit Uhr und Glocken noch die alte Burg. Um 1250 kamen die heute noch erhaltenen Ringscheuern zur Vorratshaltung hinzu. 1504 übernahm Württemberg die Oberhoheit über das Kloster Maulbronn und somit auch über Iptingen. Der Ort wurde in der Reformation 1535 evangelisch und 1557 dem Klosteramt Maulbronn unterstellt. |

## Religion
Mit der Reformation wurde Wiernsheim wie ganz Württemberg evangelisch. Die Gemeinden der protestantischen Waldenser, die 1699 in Pinache und Serres angesiedelt worden sind, sind inzwischen in der Evangelischen Landeskirche aufgegangen. Ende des 18. Jahrhunderts führte Johann Georg Rapp von Iptingen aus eine Gemeinde radikaler Pietisten, von denen ein Großteil mit Rapp zusammen Anfang des 19. Jahrhunderts nach Nordamerika auswanderte.
Heute gibt es neben mehreren evangelischen Kirchengemeinden (siehe Mauritiuskirche) auch eine römisch-katholische und eine neuapostolische Gemeinde.

## Politik

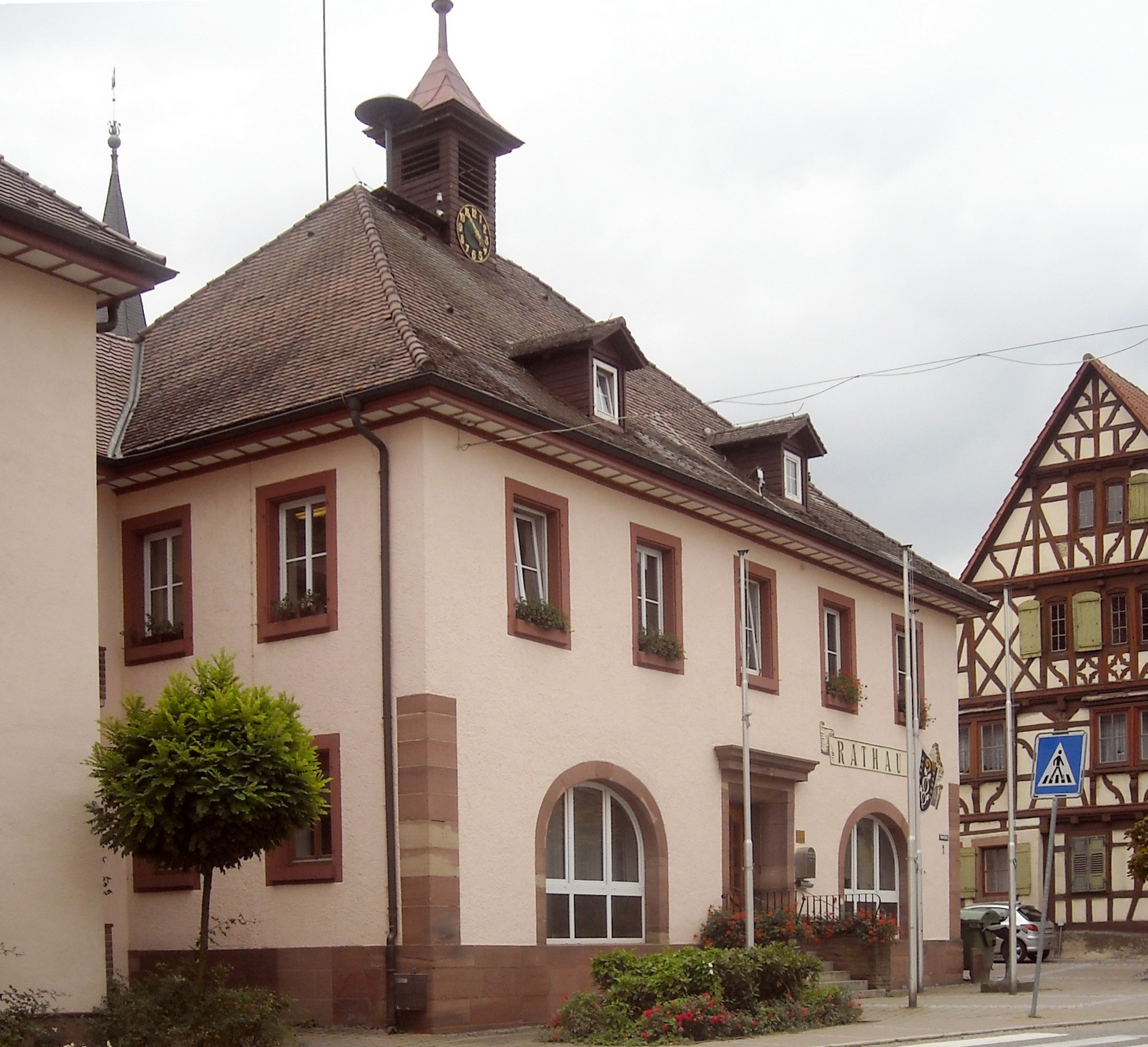
Rathaus

### Gemeinderat
Der Gemeinderat in Wiernsheim besteht aus den 18 gewählten ehrenamtlichen Gemeinderäten und dem Bürgermeister als Vorsitzendem. Der Bürgermeister ist im Gemeinderat stimmberechtigt.
Die Kommunalwahl am 9. Juni 2024 führte zu folgendem Ergebnis.
| Parteien und Wählergemeinschaften | Parteien und Wählergemeinschaften                 | % 2024 | Sitze 2024 | % 2019 | Sitze 2019 | Kommunalwahl 2024 %3020100 17,2622,6822,64n. k.6,629,0421,76 FWLANDCDUSPDAfDFDPWSPIGewinne und Verlusteim Vergleich zu 2019 %p 25 20 15 10 5 0 −5−10−15−20−17,84−1,62+3,74−17,8+2,62+9,04+21,76FWLANDCDUSPDAfDFDPWSPI |
| UL                                | Unabhängige Liste Wiernsheim                      | 17,26  | 3          | 35,1   | 6          | Kommunalwahl 2024 %3020100 17,2622,6822,64n. k.6,629,0421,76 FWLANDCDUSPDAfDFDPWSPIGewinne und Verlusteim Vergleich zu 2019 %p 25 20 15 10 5 0 −5−10−15−20−17,84−1,62+3,74−17,8+2,62+9,04+21,76FWLANDCDUSPDAfDFDPWSPI |
| LAND                              | Liste LAND                                        | 22,68  | 4          | 24,3   | 4          | Kommunalwahl 2024 %3020100 17,2622,6822,64n. k.6,629,0421,76 FWLANDCDUSPDAfDFDPWSPIGewinne und Verlusteim Vergleich zu 2019 %p 25 20 15 10 5 0 −5−10−15−20−17,84−1,62+3,74−17,8+2,62+9,04+21,76FWLANDCDUSPDAfDFDPWSPI |
| CDU                               | Christlich Demokratische Union Deutschlands       | 22,64  | 4          | 18,9   | 4          | Kommunalwahl 2024 %3020100 17,2622,6822,64n. k.6,629,0421,76 FWLANDCDUSPDAfDFDPWSPIGewinne und Verlusteim Vergleich zu 2019 %p 25 20 15 10 5 0 −5−10−15−20−17,84−1,62+3,74−17,8+2,62+9,04+21,76FWLANDCDUSPDAfDFDPWSPI |
| SPD                               | Sozialdemokratische Partei Deutschlands           | –      | –          | 17,8   | 3          | Kommunalwahl 2024 %3020100 17,2622,6822,64n. k.6,629,0421,76 FWLANDCDUSPDAfDFDPWSPIGewinne und Verlusteim Vergleich zu 2019 %p 25 20 15 10 5 0 −5−10−15−20−17,84−1,62+3,74−17,8+2,62+9,04+21,76FWLANDCDUSPDAfDFDPWSPI |
| AfD                               | Alternative für Deutschland                       | 6,62   | 1          | 4,0    | 1          | Kommunalwahl 2024 %3020100 17,2622,6822,64n. k.6,629,0421,76 FWLANDCDUSPDAfDFDPWSPIGewinne und Verlusteim Vergleich zu 2019 %p 25 20 15 10 5 0 −5−10−15−20−17,84−1,62+3,74−17,8+2,62+9,04+21,76FWLANDCDUSPDAfDFDPWSPI |
| LFD/FDP                           | Liste Freie Demokraten/Freie Demokratische Partei | 9,04   | 2          | –      | –          | Kommunalwahl 2024 %3020100 17,2622,6822,64n. k.6,629,0421,76 FWLANDCDUSPDAfDFDPWSPIGewinne und Verlusteim Vergleich zu 2019 %p 25 20 15 10 5 0 −5−10−15−20−17,84−1,62+3,74−17,8+2,62+9,04+21,76FWLANDCDUSPDAfDFDPWSPI |
| Liste WSPI                        | Wir setzen pragmatische Impulse                   | 21,76  | 4          | –      | –          | Kommunalwahl 2024 %3020100 17,2622,6822,64n. k.6,629,0421,76 FWLANDCDUSPDAfDFDPWSPIGewinne und Verlusteim Vergleich zu 2019 %p 25 20 15 10 5 0 −5−10−15−20−17,84−1,62+3,74−17,8+2,62+9,04+21,76FWLANDCDUSPDAfDFDPWSPI |
| Gesamt                            | Gesamt                                            | 100    | 18         | 100    | 18         | Kommunalwahl 2024 %3020100 17,2622,6822,64n. k.6,629,0421,76 FWLANDCDUSPDAfDFDPWSPIGewinne und Verlusteim Vergleich zu 2019 %p 25 20 15 10 5 0 −5−10−15−20−17,84−1,62+3,74−17,8+2,62+9,04+21,76FWLANDCDUSPDAfDFDPWSPI |
| Wahlbeteiligung                   | Wahlbeteiligung                                   | 69,6 % | 69,6 %     | 67,2 % | 67,2 %     | Kommunalwahl 2024 %3020100 17,2622,6822,64n. k.6,629,0421,76 FWLANDCDUSPDAfDFDPWSPIGewinne und Verlusteim Vergleich zu 2019 %p 25 20 15 10 5 0 −5−10−15−20−17,84−1,62+3,74−17,8+2,62+9,04+21,76FWLANDCDUSPDAfDFDPWSPI |

### Bürgermeister
Bürgermeister der Gemeinde Wiernsheim ist seit dem 4. April 2022 Matthias Enz (SPD). Sein Vorgänger war ab dem 2. April 1982 Karlheinz Oehler. Bei seinem Amtsantritt war Oehler der jüngste Bürgermeister Baden-Württembergs. Oehler wurde 1990, 1998, 2006 und 2014 wiedergewählt. Am 30. Januar 2022 wurde Enz im ersten Wahlgang mit 74,7 Prozent der Stimmen zum Bürgermeister gewählt. Oehler, der für eine sechste Amtszeit kandidierte, erhielt 23 Prozent der Stimmen. Enz trat sein Amt am 4. April 2022 an.

### Auszeichnungen
Wiernsheim wurde Anfang 2009 als sechste Gemeinde in Deutschland und erste Gemeinde in Baden-Württemberg mit dem European Energy Award Gold (eea) ausgezeichnet. Hierbei wurde unter anderem Energieeffizienz und Klimaschutzaktivitäten der Gemeinde und das Engagement von Initiativen vor Ort z. B. zur Steigerung des Einsatzes regenerativer Energien bewertet. Im Jahr 2011 erfolgte die Rezertifizierung, wobei Wiernsheim die höchste Punktezahl in Deutschland erreichte und erneut mit dem European Energy Award in Gold ausgezeichnet wurde. Im Jahr 2015 wurde Wiernsheim für das Engagement in der Wärmewende als „Energie-Kommune“ ausgezeichnet.

### Städtepartnerschaften
Die Gemeinde Wiernsheim unterhält Partnerschaften mit New Harmony im US-Bundesstaat Indiana (seit 23. August 1980), mit Pinasca in der Metropolitanstadt Turin/Italien (25. September 1982) und seit 1998 mit Ayancik in der Türkei. Letztere soll die Freundschaft zwischen Deutschen und Türken stärken und die Integration der türkischen Mitbürger in Wiernsheim fördern.

## Kultur und Sehenswürdigkeiten

### Regelmäßige Veranstaltungen
- Riedler Open Air, seit 2013 bestehendes Metal- und Rockfestival im Ortsteil Wiernsheim mit ca. 1000 Besuchern pro Jahr

## Museen
- Kaffeemühlenmuseum Wiernsheim

## Persönlichkeiten

### Ehrenbürger
- Hans Albrecht (1923–2006), Vizepräsident des Landtags von Baden-Württemberg
- Rolf Scheuermann (1930–2013), Stifter u. a. einer Sammlung von über 1000 historischen Kaffeemühlen
- Richard Georg Kugel (1936–2019), Unternehmer und Gründer der Firma Kugel Präzisions-Drehteile GmbH

### Söhne und Töchter der Gemeinde
- Christian Gottfried Nicolai (1702–1783), lutherischer Theologe
- Johann Georg Rapp (1757–1847), nach 1785 bedeutendster Pietistenführer in Württemberg, 1803 in die USA ausgewandert
- Christian Zeller (1807–1865), Agrarwissenschaftler und Abgeordneter
- Friedrich Kercher (1832–1918), Reichstagsabgeordneter und Schultheiß von Iptingen
- Karl Oster (1874–1954), geboren in Pinache, württembergischer Landtagsabgeordneter
- Friedrich Zundel (1875–1948), Kunstmaler und langjähriger Ehegatte von Clara Zetkin

### Personen, die in Wiernsheim wirken oder gewirkt haben
- Ian Schölzel (* 1976), Politiker, war Leiter des Haupt- und Ordnungsamts in Wiernsheim